# 西鲁加马尼
西鲁加马尼（Sirugamani），是印度泰米尔纳德邦Tiruchirappalli县的一个城镇。总人口10031（2001年）。

## 人口
该地2001年总人口10031人，其中男性5060人，女性4971人；0—6岁人口1095人，其中男560人，女535人；识字率71.84%，其中男性为79.88%，女性为63.65%。